# Valeri Vichev
Valeri Vichev (en ucraniano: Валерій Вічев; 22 de julio de 2002) es un deportista polaco de origen ucraniano que compite en piragüismo en la modalidad de aguas tranquilas.
Ganó una medalla de bronce en el Campeonato Europeo de Piragüismo de 2025, en la prueba de K4 500 m. También compite en piragüismo en maratón, y participó en el Campeonato Mundial de Piragüismo en Maratón de 2021.

## Palmarés internacional
| Campeonato Europeo | Campeonato Europeo       | Campeonato Europeo | Campeonato Europeo |
| Año                | Lugar                    | Medalla            | Competición        |
| ------------------ | ------------------------ | ------------------ | ------------------ |
| 2025               | Račice (República Checa) | Medalla de bronce  | K4 500 m           |